# مقاطعة بلاين (نبراسكا)
مقاطعة بلاين (بالإنجليزية: Blaine County)‏ هي إحدى مقاطعات ولاية نبراسكا في الولايات المتحدة الأمريكية.